# Suðurland
Suðurland (dt. Südland) ist eine der acht Regionen Islands. Sie liegt im Süden des Landes. Ihr Verwaltungssitz ist Selfoss in der Gemeinde Árborg. Am 1. Januar 2025 lebten 35.278 Einwohner auf einer Fläche von 30.414 km² (Bevölkerungsdichte: 1,16 Einwohner/km²).

## Einteilung in Kreise und kreisfreie Gemeinden
Suðurland gliedert sich in vier Kreise und zwei kreisfreie Gemeinden.
| Gem.-Nr. | Kreisfreie Gemeinde     | Einwohner (1. Januar 2025) | Fläche [km²] | Verwaltungssitz |
| -------- | ----------------------- | -------------------------- | ------------ | --------------- |
| 8000     | Vestmannaeyjabær        | 4.470                      | 17           | Heimaey         |
| 8200     | Sveitarfélagið Árborg   | 12.064                     | 158          | Selfoss         |
| Gem.-Nr. | Kreis                   | Einwohner (1. Januar 2025) | Fläche [km²] | Verwaltungssitz |
| 8400     | Austur-Skaftafellssýsla | 2.589                      | 6.280        | Höfn            |
| 8500     | Vestur-Skaftafellssýsla | 1.592                      | 7.701        | Vík í Mýrdal    |
| 8600     | Rangárvallasýsla        | 4.312                      | 7.971        | Hvolsvöllur     |
| 8700     | Árnessýsla              | 10.251                     | 8.842        | Selfoss         |

## Einteilung in Gemeinden
Suðurland gliedert sich in 15 Gemeinden (Stand: 1. Januar 2025).
| Gem.-Nr.                | Gemeinde                      | Einwohner (1. Januar 2025) | Fläche [km²] | größere Orte                    |
| ----------------------- | ----------------------------- | -------------------------- | ------------ | ------------------------------- |
| Kreisfreie Gemeinden    |                               |                            |              |                                 |
| 8000                    | Vestmannaeyjabær              | 4.470                      | 17           | Heimaey                         |
| 8200                    | Sveitarfélagið Árborg         | 12.064                     | 158          | Selfoss, Eyrarbakki, Stokkseyri |
| Austur-Skaftafellssýsla |                               |                            |              |                                 |
| 8401                    | Sveitarfélagið Hornafjörður   | 2.589                      | 6.280        | Höfn                            |
| Vestur-Skaftafellssýsla |                               |                            |              |                                 |
| 8508                    | Mýrdalshreppur                | 965                        | 755          | Vík í Mýrdal                    |
| 8509                    | Skaftárhreppur                | 627                        | 6.946        | Kirkjubæjarklaustur             |
| Rangárvallasýsla        |                               |                            |              |                                 |
| 8610                    | Ásahreppur                    | 299                        | 2.942        |                                 |
| 8613                    | Rangárþing eystra             | 2.073                      | 1.841        | Hvolsvöllur, Skógar             |
| 8614                    | Rangárþing ytra               | 1.940                      | 3.188        | Hella                           |
| Árnessýsla              |                               |                            |              |                                 |
| 8710                    | Hrunamannahreppur             | 914                        | 1.375        |                                 |
| 8716                    | Hveragerðisbær                | 3.300                      | 8            | Hveragerði                      |
| 8717                    | Sveitarfélagið Ölfus          | 2.757                      | 738          | Þorlákshöfn                     |
| 8719                    | Grímsnes- og Grafningshreppur | 575                        | 900          |                                 |
| 8720                    | Skeiða- og Gnúpverjahreppur   | 617                        | 2.231        |                                 |
| 8721                    | Bláskógabyggð                 | 1.362                      | 3.300        | Laugarvatn, Skálholt            |
| 8722                    | Flóahreppur                   | 726                        | 290          |                                 |